# Буняк, Борис
Бо́рис Бу́няк (серб. Борис Буњак; род. 17 ноября 1954) — сербский футбольный тренер. Первый в истории российского футбола главный тренер-иностранец.

## Карьера
Дебютировал как тренер в 1990 году в футбольном клубе «Слога» (Кралево), затем тренировал сербские команды «Явор» и «Раднички».
В 2000 году стал первым футбольным тренером-иностранцем в чемпионате России, возглавив по приглашению президента Калмыкии Кирсана Илюмжинова элистинский «Уралан», находившийся перед его приходом на предпоследнем месте в турнире. По легенде, Илюмжинову доложили о кандидатуре тренера по телефону, и он, не расслышав фамилию, дал согласие, поскольку решил, что имеется в виду Леонид Буряк. С собой сербский тренер привез группу игроков-соотечественников. При назначении Буняк заявил, что будет добиваться от своей команды игры в «тотальный футбол» и намерен «вывести коллектив из кризиса, чтобы затем получить более достойное предложение». В итоге за 16 игр под предводительством Буняка элистинцы набрали всего 2 очка, при этом были разгромлены московским «Локомотивом» со счётом 0:9. По окончании чемпионата Буняк покинул тренерский мостик «Уралана» и вернулся на свою родину. Имя Буняка стало нарицательным для иностранного специалиста невысокого уровня, однако игравший под его руководством Ахрик Цвейба утверждал впоследствии: «Буняк — он ведь неплохим специалистом был. Но его тогда попросту подставили».
По возвращении из России работал в сербских командах «Црвена Звезда» (2002—2004), «Млади Радник» и «Хайдук» (Кула), а также в клубах Омана и Объединённых Арабских Эмиратов.